# التسلسل الزمني لمصر القديمة

نقوش فلكية في سقف قبر سيتي الأول تعرض النجوم والأبراج المستخدمة في حسابات التقويم

يتفق غالبية علماء المصريات على الخطوط العريضة والعديد من تفاصيل للتسلسل الزمني لمصر القديمة. هذا الإجماع هو ما يسمى التسلسل الزمني المصري التقليدي، حيث كانت بداية الدولة القديمة في القرن السابع والعشرين قبل الميلاد، وبداية عصر الدولة الوسطى في القرن الحادي والعشرين قبل الميلاد وبداية الدولة الحديثة في منتصف القرن سادس عشر قبل الميلاد.
على الرغم من هذا الإجماع، تظل الخلافات داخل المجتمع الأكاديمي مما يؤدي إلى اختلاف التسلسل الزمني بنحو 300 عام في فترة الأسرة الحاكمة المبكرة، وحتى 30 عامًا في المملكة الحديثة، وبضع سنوات في الفترة المتأخرة.
بالإضافة إلى ذلك هناك عدد من «التسلسل الزمني البديل» خارج الإجماع العلمي، مثل «التسلسل الزمني الجديد» المقترح في التسعينيات، والذي يخفض تواريخ المملكة الحديثة بما يصل إلى 350 عامًا، أو «التسلسل الزمني لجلاسكو» (المقترح 1978 - 1982) الذي تخفض تاريخ المملكة الجديدة بحوالي 500 سنة.

## نظرة عامة
الإجماع العلمي حول المخطط العام للتسلسل الزمني التقليدي في علم المصريات لم يتغير كثيرًا على مدار المائة عام الماضية. بالنسبة للمملكة القديمة يتغير التوافق في الآراء حتى قرون قليلة، ولكن بالنسبة للمملكة الوسطى والحديثة فقد كان مستقراً خلال بضعة عقود. يتضح هذا من خلال مقارنة التسلسل الزمني كما قدمه اثنان من علماء المصريات، الأول كُتب في عام 1906، والثاني في عام 2000 (جميع التواريخ في الجدول هي قبل الميلاد).
|                                | الأسرة الحاكمة   | برستد (1906) | شو (2000)    |
| ------------------------------ | ---------------- | ------------ | ------------ |
| الفترة المبكرة للأسرة المصرية  | الأولى           | 3400-2980    | ج. 3000-2686 |
| الفترة المبكرة للأسرة المصرية  | الثانية          | 3400-2980    | ج. 3000-2686 |
| المملكة القديمة                | الثالثة          | 2980-2900    | 2686-2613    |
| المملكة القديمة                | الرابعة          | 2900-2750    | 2613-2494    |
| المملكة القديمة                | الخامسة          | 2750-2625    | 2494-2345    |
| المملكة القديمة                | السادسة          | 2623-2475    | 2345-2181    |
| الفترة الوسيطة الأولى          | السابعة          | 2475-2445    | 2181-2160    |
| الفترة الوسيطة الأولى          | الثامنة          | 2475-2445    | 2181-2160    |
| الفترة الوسيطة الأولى          | التاسعة          | 2445-2160    | 2160-2125    |
| الفترة الوسيطة الأولى          | العاشرة          | 2445-2160    | 2160-2125    |
| المملكة المصرية الوسطى         | الحادية عشر      | 2160-2000    | 2125-1985    |
| المملكة المصرية الوسطى         | الثانية عشر      | 2000-1788    | 1985-1773    |
| الفترة الانتقالية الثانية      | الثالثة عشر ؟    | 1780-1580    | 1773-1550    |
| الفترة الانتقالية الثانية      | الرابعة عشر ؟    | 1780-1580    | 1773-1550    |
| الفترة الانتقالية الثانية      | الخامسة عشر      | 1780-1580    | 1773-1550    |
| الفترة الانتقالية الثانية      | السادسة عشر      | 1780-1580    | 1773-1550    |
| الفترة الانتقالية الثانية      | السابعة عشر      | 1780-1580    | 1773-1550    |
| المملكة المصرية الحديثة        | الثامنة عشر      | 1580-1350    | 1550-1295    |
| المملكة المصرية الحديثة        | التاسعة عشر      | 1350-1205    | 1295-1186    |
| المملكة المصرية الحديثة        | العشرون          | 1200-1090    | 1186-1069    |
| الفترة الانتقالية الثالثة      | الحادية والعشرون | 1090-945     | 1069-945     |
| الفترة الانتقالية الثالثة      | الثانية والعشرون | 945-745      | 945-818      |
| الفترة الانتقالية الثالثة      | الثلاثة والعشرون | 745-718      | 818-727      |
| الفترة الانتقالية الثالثة      | الرابعة والعشرون | 718-712      | 727-715      |
| الفترة الانتقالية الثالثة      | الخامسة والعشرون | 712-663      | 715-664      |
| الفترة المتأخرة من مصر القديمة | السادسة والعشرون | 663-525      | 664-525      |

تنتج التباينات بين مجموعتي التواريخ عن اكتشافات إضافية وفهم دقيق للمصادر التي لا تزال غير مكتملة للغاية. على سبيل المثال يضيف بريستد حاكمًا في الأسرة العشرين أظهرت الأبحاث اللاحقة أنه غير موجود. بعد Manetho اعتقد Breasted أيضا أن جميع السلالات كانت متتالية، في حين أنه من المعروف الآن أن العديد منها كان موجودًا في نفس الوقت. أدت هذه المراجعات إلى خفض التسلسل الزمني التقليدي لمدة تصل إلى 400 عام في بداية الأسرة الأولى.

## سنوات الحكم

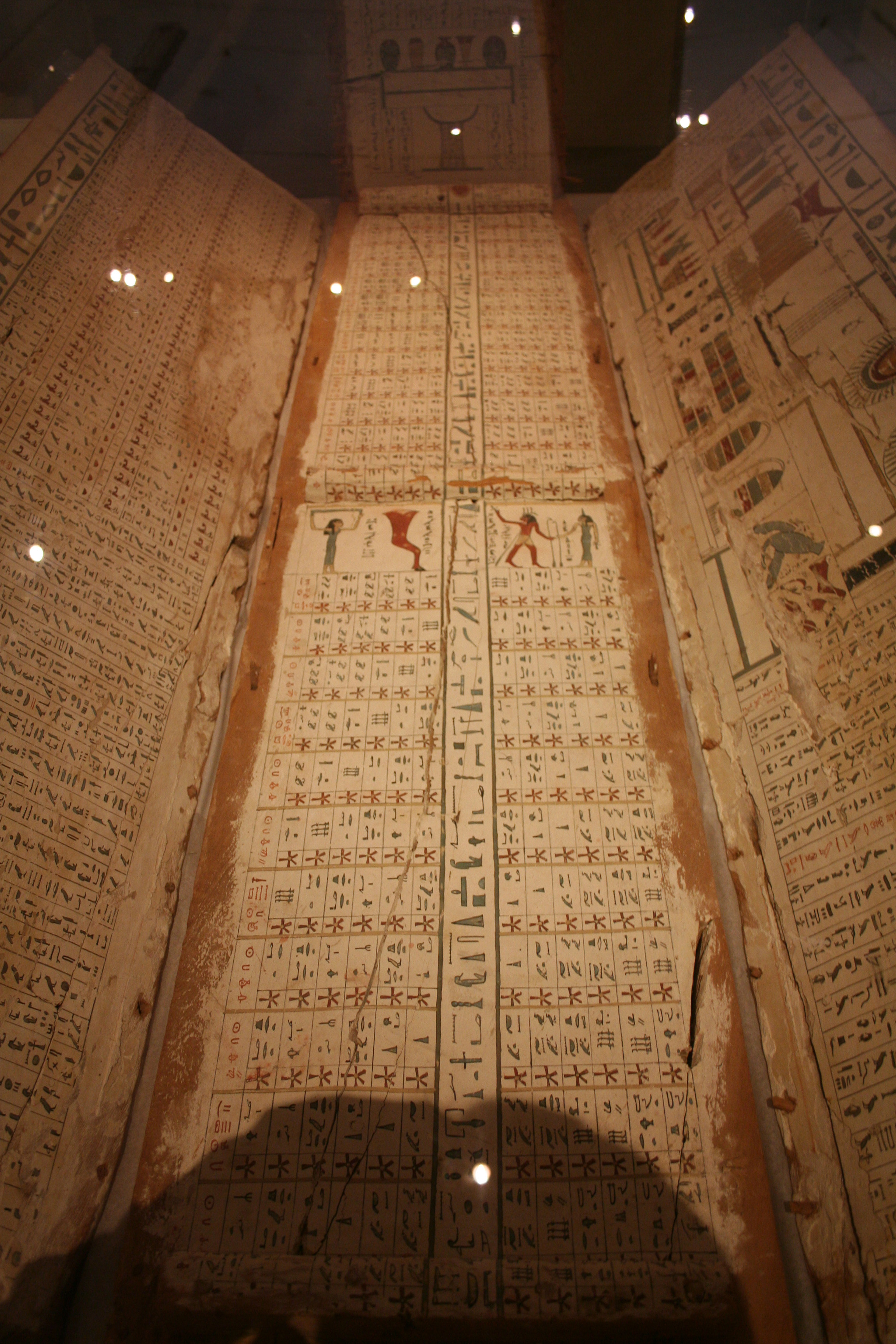
"جدول نجوم قطرية" من غطاء تابوت الأسرة الحادية عشرة ؛ وجدت في أسيوط ، مصر. Roemer- und Pelizaeus-Museum Hildesheim

تشكل سنوات الحكم regnal years أساس التسلسل الزمني المصري، كما هو مسجل في قوائم الملوك المصريين القدماء. فالقوائم الموجودة إما شاملة ولكنها تحتوي على فجوات كبيرة في نصها (على سبيل المثال قائمة ملك تورينو)، أو كاملة النص لكنها تفشل في تقديم قائمة كاملة من الحكام (على سبيل المثال قائمة أبيدوس الملكية). ويزداد الموقف تعقيدًا بسبب المعلومات المتضاربة أحيانًا في نفس الفترة الزمنية من إصدارات مختلفة من النص نفسه؛ وهكذا فإن تاريخ المؤرخ المصري مانيتو في مصر لا يُعرف إلا من خلال إشارات مستفيضة له من قبل الكتّاب اللاحقين، مثل يوسابيوس وسكستوس يوليوس أفريكانوس، وغالباً ما تختلف تواريخ الفرعون نفسه اختلافًا كبيرًا اعتمادًا على المصدر الوسيط.
يجب أن يتم تجميع فترات الحكم معًا من النقوش، والتي ستعطي غالبًا تاريخًا في صورة سنة حكم الفرعون. ومع ذلك فإن هذا لا يوفر سوى الحد الأدنى من طول تلك الحقبة وقد يشمل أو لا يشمل أي فترة حكم مشترك مع سلف أو خلف. بالإضافة إلى ذلك ربما تداخلت بعض السلالات المصرية مع حكم الفراعنة المختلفين في مناطق مختلفة في نفس الوقت، بدلاً من التتالي. عدم معرفة ما إذا كانت الأنظمة الملكية متزامنة أو متتالية تؤدي إلى تفسيرات زمنية مختلفة على نطاق واسع.
عندما لا يُعرف العدد الإجمالي لسنوات الحكم لحاكم معين، حدد علماء المصريات مؤشرين لاستنتاج هذا العدد الإجمالي: بالنسبة للمملكة القديمة عدد تعدادات الماشية؛ وبالنسبة للفترات الاحقة، الاحتفال بمهرجان سيد. تشير عدد من نقوش المملكة القديمة إلى التعداد الدوري للماشية، الذي اعتقد الخبراء في البداية أنه جرى كل سنتين؛ وبذلك فإن وجود سجلات ما يصل إلى 24 إحصاء للمواشي في عهد سنفرو -مثلا- يشير إلى أن سنفرو حكم 48 عامًا. ومع ذلك فقد أظهرت الأبحاث الإضافية أن هذه التعدادات قد أجريت في بعض الأحيان في سنوات متتالية، أو بعد مرور عامين أو أكثر. يتم الاحتفال عادةً بمهرجان سيد في الذكرى الثلاثين لتصعيد الفرعون، وبالتالي يمكن افتراض أن الحكام الذين سجلوا الاحتفال بأحدهم حكموا 30 عامًا على الأقل. ومع ذلك مرة أخرى قد لا يكون هذا ممارسة قياسية في جميع الحالات.
في بداية علم المصريات، كان تجميع فترات الحكم يعوقه أيضًا التحيز التوراتي العميق من جانب علماء المصريات. كان هذا أكثر انتشارًا قبل منتصف القرن التاسع عشر، عندما تم التعرف على شخصيات مانيتو على أنها تتعارض مع التسلسل الزمني التوراتي، بناءً على إشارات العهد القديم إلى مصر (انظر الفراعنة في الكتاب المقدس). في القرن العشرين كان هذا التحيز التوراتي محصورًا غالبًا على التسلسل الزمني البديل خارج التيار العلمي الرئيسي.

## التزامن
إحدى الطرق المفيدة للتغلب على هذه الفجوات في المعلومات هي العثور على تزامن زمني، مما قد يؤدي إلى تاريخ محدد. على مدى العقود الماضية تم العثور على عدد من هذه، على الرغم من أنها بدرجات متفاوتة من الفائدة والموثوقية.
- التسلسل، نقصد «التسلسلات الأثرية». هذا لا يحدد شخصًا أو حدثًا لسنة معينة، لكن إنشاء سلسلة من الأحداث يمكن أن يوفر أدلة غير مباشرة لتقديم أو دعم تاريخ محدد. على سبيل المثال تم جمع بعض الأوعية الحجرية المنقوشة لحكام أول أسرتين، ووضعت في معارض التخزين أسفلها وأغلقت عند بناء هرم زوسر المدرج، وهو فرعون من الأسرة الثالثة. مثال آخر هو كتل من المملكة القديمة تحمل أسماء العديد من الملوك، والتي تم إعادة استخدامها في بناء معابد هرم المملكة الوسطى في ليشت في هياكل أمنمحات الأول. وبالمثل فإن الصرح الثالث في الكرنك الذي بناه أمنحتب الثالث يحتوي على مواد «ملء» من عهد سيسوستريس الأول، إلى جانب العديد من اللوحات من الفترة الوسيطة الثانية والسلالة الثامنة عشرة للمملكة الحديثة.[5]
- التزامن مع تسلسل زمني آخر، وأهمها مع التسلسل الزمني الآشوري والبابلي، ويستخدم أيضا التزامن مع الحيثيين، وفلسطين القديمة، وفي الفترة الأخيرة مع اليونان القديمة. أقرب مثال لهذا التزامن في القرن الثامن عشر قبل الميلاد، حيث يذكر حاكم جبيل Yantinu أن الفرعون نفر حتب الأول كان معاصرًا مع ملوك زمري-ليم من مملكة ماري وحمورابي من بابل.[6] يرجع تاريخ التزامنات المبكرة الأخرى إلى القرن الخامس عشر قبل الميلاد، خلال فترة العمارنة، حيث يوجد كمية كبيرة من المراسلات بين الملوك المصريين أمنحتب الثالث وأخناتون، والعديد من ملوك الشرق الأدنى. (انظر التسلسل الزمني للشرق الأدنى القديم). وفي الفترة الانتقالية الثالثة نجد أنشيشنق الأول موجود في تاريخ قريب من رحبعام وأن نظام المزامنة التاريخية الذي أجراه كينيث كيتشناستنادا إلى مقاطع من الكتاب المقدس عن حملة شيشق. تم حساب تاريخ شيشنق الأول بناءً على نظرية إدوين آر.[7]
- تزامن مع النصب التذكارية للثور أبيس. تبدأ هذه في وقت مبكر من عهد أمنحتب الثالث وتستمر في عصور البطالمة، ولكن هناك فجوة كبيرة في السجل بين رمسيس الحادي عشر والسنة الثالثة والعشرين لأوسكورون الثاني. كما أن التوثيق السيئ لهذه الاكتشافات في السيرابيوم يزيد من صعوبة استخدام هذه السجلات.
- تزامنات فلكية. أشهر هذه الدورات هي دورة سوثي، وقد قادت دراسة متأنية لها ريتشارد أ. باركر إلى القول إن تواريخ الأسرة الثانية عشرة يمكن أن تكون ثابتة بدقة.[8] لكن البحوث الحديثة قللت هذه الثقة، وشككت في العديد من الافتراضات المستخدمة مع دورة سوثي، ونتيجة لذلك ابتعد الخبراء عن الاعتماد على هذه الدورة.[9] على سبيل المثال في محاولة لإصلاح تاريخ نهاية الأسرة الثامنة عشرة يتجاهل دونالد ب. ريدفورد بشكل كامل تقريبا الأدلة السوثية، بالاعتماد على التزامن بين مصر وآشور (عن طريق الحيثيين)، والمساعدة من الملاحظات الفلكية.[10][11]
- استخدام الكربون المشع لدراسة التزامن. هذه الطريقة مفيدة خاصة في فترة الأسرات المبكرة، حيث كان الإجماع المصري ممكنًا فقط في حدود ثلاثة أو أربعة قرون. وجدت دراسة أجريت عام 2013 أن بداية الأسرة الأولى يرجع إلى القرن 32 أو 31، متوافقة مع الآراء العلمية التي وضعتها بين القرنين 34 و30.[12]
- ثوران بركان ثيرا. هذا الحدث الشهير ليس فقط في مصر ولكن أيضًا في التسلسل الزمني لبحر إيجة (Minoan)، فتاريخ الكربون المشع للثوران بين 1627 و1600 قبل الميلاد (احتمال = 5٪)،[13] يختلف بقرن كامل مقارنةً بالتاريخ المعروف تقليديا في علم الآثار 1500 قبل الميلاد.[14][15][16] منذ عام 2012 كانت هناك اقتراحات بأن الحل يكمن في تعديل كلا التاريخين باتجاه «حل وسط» في منتصف القرن السادس عشر قبل الميلاد، ولكن بحلول عام 2014 لم تصل المشكلة إلى حلٍ مُرضٍ.
- علم التشريح. كانت هناك فرص في بعض الأحيان لاستخدام علم التشريح لدعم التسلسل الزمني المصري، ومعظمهم لفترة المملكة الحديثة، على سبيل المثال غرق سفينة Uluburun.[17] سمح الاستخدام المشترك لعلم التشريح والتأريخ بالكربون المشع بتحديد حلقات الأشجار حتى فترة عصر الدولة الوسطى، كما في نعش Ipi-ha-ishutef (مؤرخ في 2073 ± 9 قبل الميلاد) أو القارب الجنائزي لسنوسرت الثالث (بتاريخ 1887) 11 ق.م. تاريخ الحكم التقليدي 1878 ق.م. 1839 ق.م.[18]

## التسلسلات الزمنية البديلة
تم تقديم عدد من الاقتراحات لبدائل الإجماع على التسلسل الزمني التقليدي خلال القرن العشرين:
- التسلسل الزمني المنقح لإيمانويل فيليكوفسكي كما افترض في عصور الفوضى.
- التسلسل الزمني لدونوفان كورفيل كما هو موضح في مشكلة الخروج وتشعباتها.
- تسلسل غلاسكو الذي صاغه أعضاء جمعية فيليكوفسكي للدراسات متعددة التخصصات في عام 1978.
- نموذج قرون الظلام (1991) قام به بيتر جيمس وآخرون. «ستنقل نهاية المملكة المصرية الجديدة من 1070 قبل الميلاد إلى حوالي 825 قبل الميلاد»،[19] وتخفيض جميع التواريخ السابقة معها، بسبب سوء تقدير الفترة الانتقالية الثالثة.
- التسلسل الزمني الجديد لديفيد روهل، كما هو موضح في سلسلة اختبار الزمن.

## روابط خارجية
- أداة علمية لتحويل تواريخ التقويم المذكورة في البرديات اليونانية والديموتية من مصر إلى تواريخ جوليان
- M. Christine Tetley (2014). "Chapter 1. Introduction to Problems with the Historical Chronology of Ancient Egypt" (PDF). The Reconstructed Chronology of the Egyptian Kings.